# Luis Marsillach
Luis Marsillach Burbano (Barcelona, 1902-íd., 25 de julio de 1970) fue un periodista, crítico teatral y escritor español. Fue hijo del dramaturgo Adolfo Marsillach y Costa (1868-1935) y padre del actor, escritor y director teatral Adolfo Marsillach.

## Biografía
Comenzó a trabajar en Las Noticias y La Vanguardia y después de la guerra civil española fue durante largos años redactor de Solidaridad Nacional, órgano del Movimiento Nacional. Dirigió en Barcelona La Hoja del Lunes y desde 1964 hasta su muerte fue redactor del Diario de Barcelona, destacando siempre por su crítica teatral directa y algo ácida. Recibió el Premio Ciudad de Barcelona de Periodismo y el Premio Nacional de la Crítica y murió a los 68 años en el Hospital de la Santa Cruz y San Pablo de una hemorragia esofágica secundaria a una cirrosis hepática.

## Obras
- Con Àngel Marsà, La montaña iluminada. Itinerario espiritual de la Exposición de Barcelona. 1929-1930. Barcelona: Ediciones Horizonte, 1930.
- Vida y tragedia de Isabel de Austria: Novela histórica de una Emperatriz. Barcelona: Hymsa, 1944.
- La mujer y la bicicleta, Barcelona: Mercedes, 1944.
- Diccionario Humorístico, Barcelona: Scientia, 1945.